# Musca larvipara
Musca larvipara este o specie de muște din genul Musca, familia Muscidae, descrisă de Josef Aloizievitsch Portschinsky în anul 1910. Conform Catalogue of Life specia Musca larvipara nu are subspecii cunoscute.